# Lista de ministros dos Povos Indígenas do Brasil
Esta é uma lista de ministros dos Povos Indígenas do Brasil.

## Nova República(6ª República)
| Nº | Nome            | Órgão                          | Início                | Fim          | Presidente                |
| -- | --------------- | ------------------------------ | --------------------- | ------------ | ------------------------- |
| 1  | Sônia Guajajara | Ministério dos Povos Indígenas | 1º de Janeiro de 2023 | em exercício | Luiz Inácio Lula da Silva |